# Vivian Kong
Vivian Kong (xinès cantonès: 江旻憓)  (Hong Kong, 8 de febrer de 1994) és una esgrimidora hongkonguesa especialitzada en la modalitat d'espasa. Ha participat en dues olimpíades, a Rio 2016 i Tòquio 2020. Ha guanyat 2 medalles de bronze en els Campionats del Món. La seva primera medalla, aconseguida en el Campionat del Món de Budapest 2019, va suposar-li ser la primera tiradora de Hong Kong en guanyar una medalla en aquest campionat. A més també ha aconseguit 12 medalles (3 d'or) en els Campionats d'Àsia.
Kong va començar a practicar el Taekwondo de molt petita, tot i que amb 11 anys es va passar al món de l'Esgrima. És llicenciada en dret per la Universitat xinesa de Hong Kong i se la coneix per la seva pràctica del ioga i defensa del veganisme.
Als Jocs Olímpics d'estiu de 2024 realitzats a París (França) aconseguí guanyar la medalla d'or en la prova individual femenina d'espasa.

## Trajectòria professional
| Jocs Olímpics     | Jocs Olímpics  | Jocs Olímpics | Jocs Olímpics     |
| Any               | Seu            | Posició       | Prova             |
| ----------------- | -------------- | ------------- | ----------------- |
| 2016              | Rio de Janeiro | 11a posició   | Espasa individual |
| 2020              | Tòquio         | 5a posició    | Espasa individual |
| 2020              | Tòquio         | 7a posició    | Espasa per equips |
| 2024              | França París   | 1             | Espasa individual |
| Campionat del Món |                |               |                   |
| 2014              | Kazan          | 8a posició    | Espasa individual |
| 2014              | Kazan          | 15a posició   | Espasa per equips |
| 2015              | Moscou         | 1/32 final    | Espasa individual |
| 2015              | Moscou         | 18a posició   | Espasa per equips |
| 2017              | Leipzig        | 12a posició   | Espasa per equips |
| 2018              | Wuxi           | 1/32 final    | Espasa individual |
| 2018              | Wuxi           | 11a posició   | Espasa per equips |
| 2019              | Budapest       | 3             | Espasa individual |
| 2019              | Budapest       | 16a posició   | Espasa per equips |
| 2022              | El Caire       | 3             | Espasa individual |
| 2022              | El Caire       | 7a posició    | Espasa per equips |
| 2023              | Milà           | 6a posició    | Espasa individual |
| 2023              | Milà           | 8a posició    | Espasa per equips |
| Campionat d'Àsia  |                |               |                   |
| 2014              | Suwon          | 9a posició    | Espasa individual |
| 2014              | Suwon          | 3             | Espasa per equips |
| 2015              | Singapur       | 15a posició   | Espasa individual |
| 2015              | Singapur       | 3             | Espasa per equips |
| 2016              | Wuxi           | 6a posició    | Espasa individual |
| 2016              | Wuxi           | 3             | Espasa per equips |
| 2017              | Hong Kong      | 2             | Espasa individual |
| 2017              | Hong Kong      | 3             | Espasa per equips |
| 2018              | Bangkok        | 1             | Espasa individual |
| 2018              | Bangkok        | 2             | Espasa per equips |
| 2019              | Chiba          | 9a posició    | Espasa individual |
| 2019              | Chiba          | 3             | Espasa per equips |
| 2022              | Seül           | 1             | Espasa individual |
| 2022              | Seül           | 2             | Espasa per equips |
| 2023              | Wuxi           | 1             | Espasa individual |
| 2023              | Wuxi           | 2             | Espasa per equips |